# Australia’s Got Talent
Australia's Got Talent (pol. Australia ma Talent) – australijska wersja talent show Britain’s Got Talent należąca do serii Got Talent. W finale najpierw dwóch uczestników wybierają jurorzy, a później finalistę wybierają widzowie.

## Prezenterzy i jurorzy

### Prezenterzy
| Lata      | Prezenter         | Serie |
| --------- | ----------------- | ----- |
| od 2019   | Ricki-Lee Coulter | od 9  |
| 2007–2012 | Grant Denyer      | 1-6   |
| 2013      | Julia Morris      | 7     |
| 2016      | Dave Hudges       | 8     |

### Jurorzy
| Lata      | Juror              | Serie |
| --------- | ------------------ | ----- |
| od 2022   | David Walliams     | od 10 |
| od 2022   | Alesha Dixon       | od 10 |
| od 2022   | Kate Ritchie       | od 10 |
| od 2019   | Shane Jacobson     | od 9  |
| 2007–2009 | Tom Burlinson      | 1-3   |
| 2007–2012 | Dannii Minogue     | 1-6   |
| 2007–2009 | Red Symons         | 1-3   |
| 2010–2012 | Brian McFadden     | 4-6   |
| 2010–2013 | Kyle Sandilands    | 4-7   |
| 2013      | Geri Halliwell     | 7     |
| 2013      | Dawn French        | 7     |
| 2013      | Tim Omaji          | 7     |
| 2016      | Eddie Perfect      | 8     |
| 2016      | Kelly Osbourne     | 8     |
| 2016      | Sophie Monk        | 8     |
| 2016      | Ian Dickson        | 8     |
| 2019      | Manu Feildel       | 9     |
| 2019      | Nicole Scherzinger | 9     |
| 2019      | Lucy Durack        | 9     |

## Finaliści
| Edycja | Imię i nazwisko | Talent          |
| ------ | --------------- | --------------- |
| 1      | Bonnie Anderson | śpiew           |
| 2      | Shift-1         | taniec trupa    |
| 3      | Mark Vincent    | śpiew operowy   |
| 4      | Justice Crew    | taniec trupa    |
| 5      | Jack Vidgen     | śpiew           |
| 6      | Andrew De Silva | śpiew           |
| 7      | Uncle Jed       | śpiew           |
| 8      | Fletcher Pilon  | śpiew           |
| 9      | Kristy Sellars  | taniec na rurze |
| 10     | Acromazing      | akrobatyka      |